# Municipio de Stillwater (Nueva Jersey)
El municipio de Stillwater (en inglés: Stillwater Township) es un municipio ubicado en el condado de Sussex en el estado estadounidense de Nueva Jersey. En el año 2007 tenía una población de 4,312 habitantes y una densidad poblacional de 61 personas por km².

## Geografía
El municipio de Stillwater se encuentra ubicado en las coordenadas 41°4′10″N 74°51′34″O / 41.06944, -74.85944.

## Demografía
Según la Oficina del Censo en 2000 los ingresos medios por hogar en el municipio eran de $63,750 y los ingresos medios por familia eran $71,563. Los hombres tenían unos ingresos medios de $48,580 frente a los $35,505 para las mujeres. La renta per cápita para la localidad era de $24,933. Alrededor del 2.8% de la población estaba por debajo del umbral de pobreza.